# Bolgrader Gymnasium
Das Bolgrader Gymnasium Georgi Sawa Rakowski (auch Bolhrader Gymnasium Georgi Sawa Rakowski geschrieben, ukrainisch Болградська гімназія ім. Г.С. Раковського, bulgarisch Болградска гимназия „Георги Сава Раковски“ Bolgradska gimnasija Georgi Sawa Rakowski), kurz Bolgrader Gymnasium ist ein Gymnasium in der bessarabischen Stadt Bolhrad, Oblast Odessa, im Südwesten der Ukraine. Das Gymnasium wurde 1858 auf Wunsch der bessarabischen bulgarischen Bevölkerung Bolgrads gegründet, in der Zeit als die Stadt zum Fürstentum Moldau gehörte, einem Vasallenstaat des Osmanischen Reiches. Das Fürstentum wurde zu dieser Zeit von Nikola Bogoridi, einem Urenkel von Sophronius von Wraza regiert.
Das Bolgrader Gymnasium gilt als das älteste Gymnasium der bulgarischen Nationalen Wiedergeburt und war neben dem Plowdiwer Männergymnasium, dem Bulgarischen Männergymnasium von Thessaloniki, dem Männergymnasium von Adrianopel und dem Aprilow-Gymnasium eine der wichtigsten bulgarischen Bildungsinstitutionen im Osmanischen Reich. Das Gymnasium trägt heute den Namen des Aufklärers und Revolutionärs Georgi Rakowski, der sich stark für die Gründung einsetzte.
Der Bolgrad-Gletscher in der Sentinel Range in der Antarktis ist nach dem Gymnasium benannt.

## Schulnamen
Der Name der Schule wurde mehrmals durch die Schulform, durch die Patrone der Schule und die Zugehörigkeit der geändert geändert. Anfänglich wurde die Schule nach den Slawenaposteln Kyrill und Method, die von der Bulgarischen Kirche als Heiligen verehrt werden, benannt. Als nach dem Berliner Kongress die Region russisch wurde, wurde der Name in Gymnasium Imperator Alexander III. Zwischen 1918 trug das Gymnasium den Namen rumänisches Lycée König Karol I. Nach dem Zweiten Weltkrieg bis 1993 Perwaja srednaja schkola (Первая средняя школа) und ab 1993 den heutigen Namen Bolgrader Gymnasium „Georgi Sawa Rakowski“.

## Personen

### Bekannte Schüler (Auswahl)
Politiker, Juristen und Militär
- Aleksandar Malinow (1867–1938), dreimaliger Ministerpräsident von Bulgarien
- Angel Kantschew (1850–1872), bulgarischer Revolutionär und Freiheitskämpfer
- Gawril Sanetow (1863–1934), bulgarischer Jurist, Historiker, Publizist, Literaturkritiker
- Georgi Sgurew (1857–1941), bulgarischer Politiker
- Georgi Todorow (1858–1934), bulgarischer General
- Danail Nikolaew (1852–1942), bulgarischer General
- Dimitar Grekow (1847–1901), bulgarischer Politiker und Minister in mehrere Regierungen,
- Iwan Kolew (1863–1917), bulgarischer Generalleutnant, Träger des deutschen (1916) Eisernen Kreuzes und des bulgarischen Verdienstordens
- Iwan Salabaschew (1853–1924), bulgarischer Mathematiker und Politiker
- Jow Titorow (1854–1924), bulgarischer Jurist, Politiker und Minister in mehrere Regierungen
- Olimpij Panow (1852–1887), bulgarischer Revolutionär und Politiker
- Porfirij Stamatow (1840–1935), bulgarischer Jurist, Magistrat und Justizminister
- Dimitar Stefanow (1872–1940), bulgarischer Revolutionär und Politiker, Funktionär der IMARO
- Vladimir Arnautov (* 1939), rumänischer Mathematiker
- Petro Poroschenko (* 1965), ukrainischer Präsident

Mitglieder der Bulgarischen Akademie der Wissenschaften
- Boris Djakowitsch (1868–1944), bulgarischer Archäologe
- Alexandar Teodorow-Balan (1876–1929), bulgarischer Philologe, Literaturhistoriker und Bibliograph
- Dimitar Agura (1849–1911), bulgarischer Historiker und Politiker, mehrmals Rektor der Universität Sofia

Weitere
- Iwan Wulpe (1876–1929),  Opernsänger
- Dimitar Josifow (1855–1931), Bildungsfunktionär
- Anani Jawaschow (1855–1934), bulgarischer Pädagoge, Botaniker und Archäologe, Großvater des Künstlers Christo

### Leiter bis 1888
1. Sawa Radulow (15. März 1859 – 20. August 1859)
2. Dimitar Mutew (August 1859 – 14. Januar 1864)
3. Georgij Markowitsch (30. Januar 1864 – 2. August 1864)
4. Teodosij Ikonomow (12. August 1864 – 7. November 1864)
5. Wassil Beron (7. November 1864 – 16. November 1867)
6. Pawel Teodorowitsch (1870–1881)
7. Georgi Stamenow (1881–1888)